# Estandarte nacional (Portugal)
Em Portugal, o estandarte nacional constitui a signa nacional privativa de um determinado comando, força, unidade ou estabelecimento das Forças Armadas, bem como de algumas das forças de segurança e outras instituições às quais tenha sido concedido o direito da sua posse e uso. Consiste numa bandeira afixada a uma haste portátil - para ser conduzida e manejada por um porta-estandarte — apresentando um ordenamento semelhante ao da Bandeira Nacional, mas com algumas diferenças.
O estandarte nacional é frequentemente abordado como constituindo uma das vertentes da bandeira nacional, mas em certos casos é tratado como um símbolo individualizado e portanto distinto daquela.
Em teoria, o estandarte nacional acompanharia e serviria de guia à unidade sua detentora em campanha, mas na prática atual é essencialmente usado em paradas, formaturas, juramentos de bandeira e outras cerimónias.

## Estandarte nacional vs. bandeira nacional
Apesar de serem ambos bandeiras e ambos simbolizarem a Pátria, incluindo o facto de um ser ocasionalmente considerado como uma forma do outro, o estandarte nacional e a bandeira nacional podem ser vistos como dois símbolos distintos um do outro. 
Assim, a bandeira nacional constitui um conceito teórico que se materializa por inúmeras cópias de bandeiras intercambiáveis entre si, de diversos tamanhos, feitas normalmente de tecido relativamente barato e que se podem descartar depois de deixarem de ter uso. Já cada estandarte nacional constitui um artefacto concreto e único, não representável por cópias, normalmente feito de seda, ricamente bordado (frequentemente a ouro e prata) e não descartável. 
Por outro lado, enquanto que cada exemplar material da bandeira nacional se destina normalmente a ser içado num mastro - geralmente por meio de uma adriça - ou a ser colocado numa haste fixa no interior de um edifício, cada estandarte nacional é exclusivamente uma bandeira de desfile, sendo afixado a uma haste portátil que lhe permite ser conduzido por um porta-estandarte e por ele movimentado em formaturas, paradas, juramentos de bandeira e outras cerimónias, de acordo com o estabelecido no regulamento de continências e honras da instituição a que pertence.
Por fim, enquanto que a bandeira nacional serve exclusivamente de símbolo nacional generalista, o estandarte nacional - além de assinalar a nacionalidade e a fidelidade à Pátria da entidade que o detém - serve também como símbolo privativo desta. Assim, na sua função de símbolo privativo da sua entidade detentora, o estandarte nacional inclui frequentemente legendas alusivas à mesma (incluindo a sua designação, títulos históricos e a indicação dos feitos mais notáveis por ela praticados), bem como tem afixadas as condecorações por ela recebidas.

## Direito ao uso

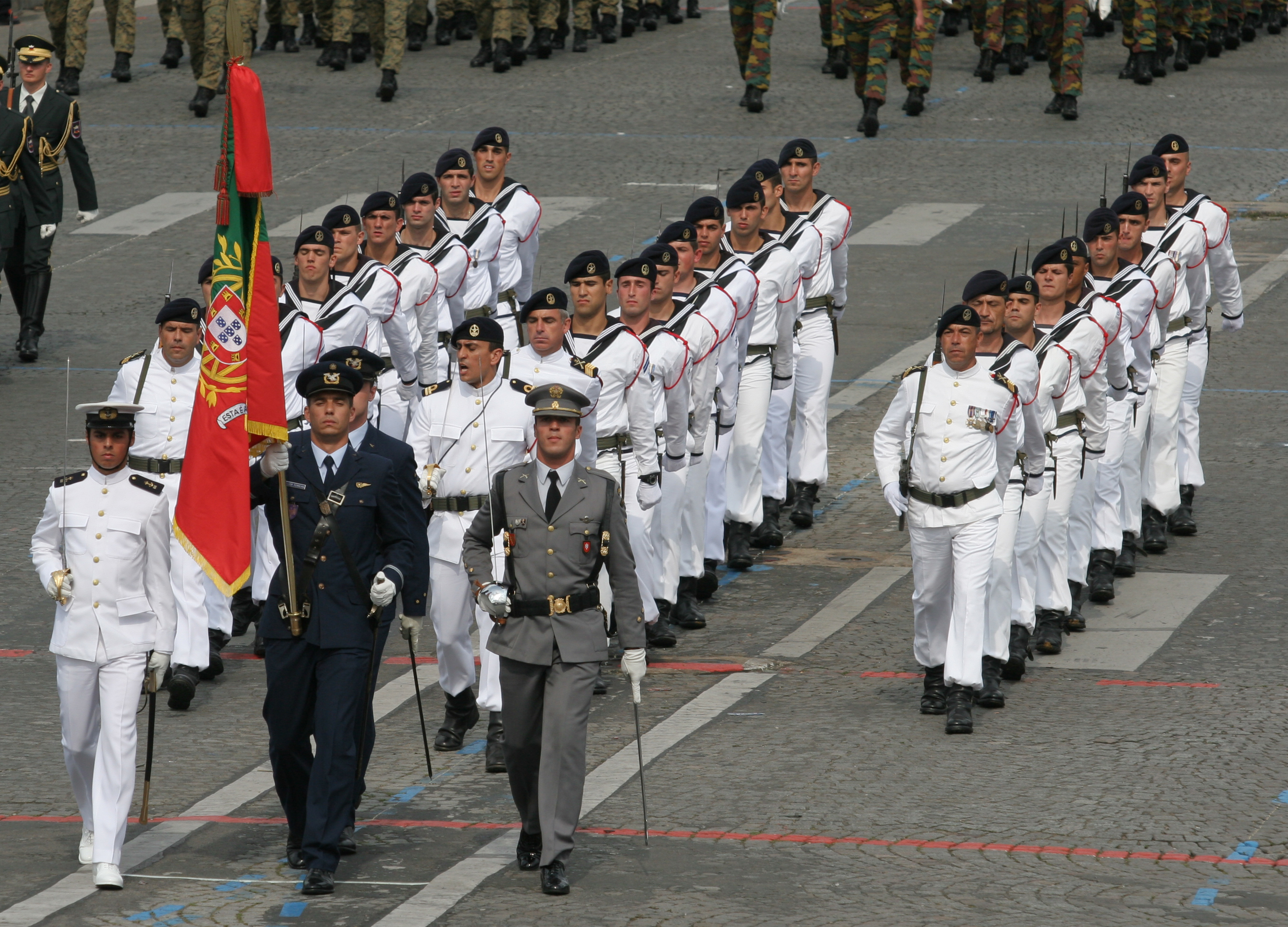
Estandarte nacional (modelo Força Aérea/1985) num desfile militar.

Não existe uma regulamentação universal que defina quais as entidades que têm direito ao uso de estandarte nacional, existindo apenas regulamentações setoriais que se referem a entidades específicas, como as Forças Armadas e algumas forças de segurança.
No âmbito das Forças Armadas, o direito ao uso de estandarte nacional está atualmente regulamentado pelo decreto-lei n.º 46/92 de 4 de abril de 1992. Segundo o mesmo, têm direito a esse uso, as unidades às quais já anteriormente tinha sido concedido esse direito, bem como:
1. o Estado-Maior-General das Forças Armadas, o Estado-Maior da Armada, o Estado-Maior do Exército e o Estado-Maior da Força Aérea;
2. os comandos, forças e unidades militares com carácter permanente, bem como os estabelecimentos militares;
3. os comandos constituídos para fins operacionais, designadamente no contexto de compromissos internacionais;
4. as unidades que, não estando incluídas nas alíneas anteriores, se revelem merecedoras deste privilégio em virtude da prática de atos de excepcional valor, como previsto no Regulamento da Medalha Militar.

A atribuição de estandarte nacional faz-se por portaria do ministro da Defesa Nacional, mediante proposta do Conselho de Chefes de Estado-Maior.
Para além das Forças Armadas, também têm regulamentado o direito ao uso do estandarte nacional, a Guarda Nacional Republicana e a Polícia de Segurança Pública, as respetivas unidades (incluindo as unidades constituídas para atuar fora do território nacional) e os seus estabelecimentos de ensino. Este direito está definido nas leis orgânicas daquelas duas instituições.
O estandarte nacional foi também concedido pontualmente a algumas outras instituições, como a Liga dos Combatentes, Cruz Vermelha Portuguesa e alguns corpos de bombeiros.

## Utilização e cerimonial

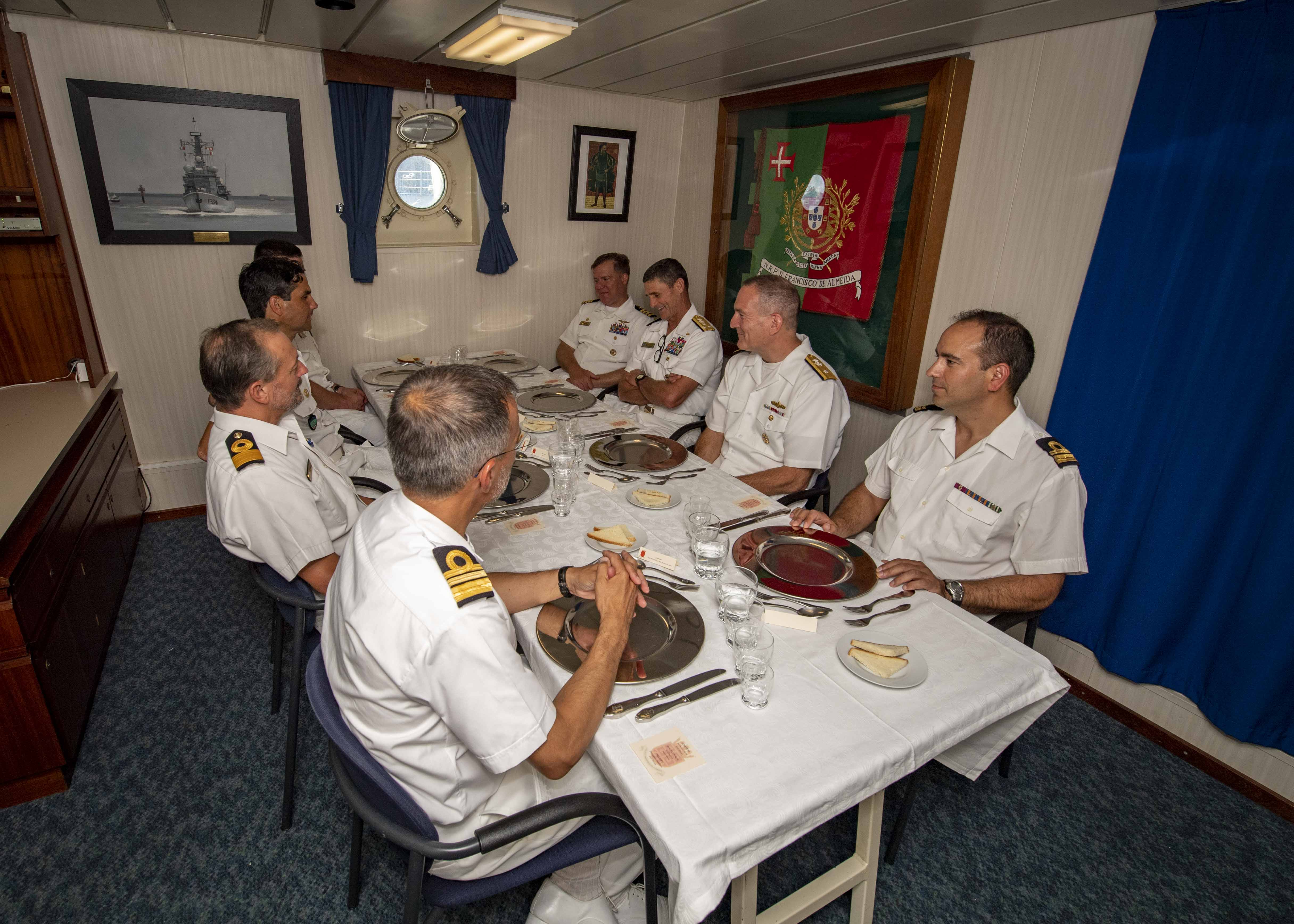
Estandarte nacional (modelo tipo 2 Marinha/1958) da fragata Dom Francisco de Almeida, guardado e exposto na câmara do comandante do navio.

Originalmente, as bandeiras e estandartes das unidades militares tinham uma importante função tática, servindo de sinal de guia, alinhamento e reunião para os regimentos na linha de batalha. Contudo, hoje em dia, os estandartes nacionais já não são geralmente levados para ações de campanha, assumindo essencialmente funções cerimoniais.
O cerimonial e honras relativos aos estandartes nacionais, no âmbito militar, estão regulados pelo Regulamento de Continências e Honras Militares. Entre outras disposições, o mesmo estabelece que:
1. o estandarte nacional (tal como a bandeira e hino nacionais), como símbolo da Pátria, está acima de toda a hierarquia militar. Todos os militares têm, portanto, a obrigação de lhe fazer a continência, quando uniformizados, e de se descobrirem e perfilarem, quando em trajo civil;
2. qualquer força militar (exceto escoltas conduzindo presos) faz continência ao estandarte nacional ;
3. nas formaturas em que a unidade leva o estandarte nacional, este é conduzido por um oficial subalterno, escoltado por dois sargentos e um cabo. Os dois sargentos ladeiam o porta-estandarte, ficando o cabo à retaguarda do mesmo;
4. quando o estandarte nacional se deslocar para um local distante do da formatura ou daquele onde a unidade se encontra, será nomeado para o acompanhar um pelotão para guarda de honra com dois corneteiros ou clarins;
5. os estandartes nacionais que tomarem parte nas cerimónias fúnebres usarão um laço de crepe negro nas respetivas lanças;
6. em regra, o estandarte nacional é guardado no gabinete do comandante da unidade ou do diretor do estabelecimento.[4]

O cerimonial definido para Polícia de Segurança Pública, no respetivo Regulamento de Continências e Honras, é análogo ao militar
Tradicionalmente, as bandeiras e estandartes das unidades militares nunca se deveriam separar das mesmas. No entanto, as Forças Armadas e de segurança têm adotado a prática dos estandartes nacionais desfilarem, em paradas e outras formaturas, separados das respetivas unidades e agrupados em blocos de estandartes. Nestes blocos podem inclusivamente estar presentes estandartes nacionais de unidades que nem sequer participam na parada ou formatura.

## História
O modelo padrão do que hoje é designado "estandarte nacional" foi oficialmente estabelecido a 30 de junho de 1911, sendo na época referido como "bandeira das unidades militares" ou "bandeira regimental".

Modelo putativo de bandeira usada pelas tropas portuguesas na Guerra da Restauração.

O estandarte nacional tem contudo uma origem histórica muito mais antiga, sendo o sucessor das signas (bandeiras, vexiloides e outras insígnias) usadas desde tempos remotos como sinal de identificação e marcação do ponto de reunião das unidades militares na linha de batalha. Uma das mais conhecidas da antiguidade era a águia das legiões romanas. A função destas signas no campo de batalha era tão crítica, que o seu estatuto chegou a ultrapassar o dos próprios comandantes das unidades. Algumas delas atingiram até o estatuto de relíquias sagradas, passando por uma cerimónia de consagração antes de serem incorporadas nas respetivas unidades. Sendo consideradas o seu bem mais precioso, eram defendidas a todo o custo pelas unidades suas detentoras. Por outro lado, as bandeiras e insígnias das unidades inimigas tornaram-se num dos troféus mais cobiçados pelos seus adversários, sendo feitos todos os esforços para conseguir a sua captura. Duarte de Almeida, alferes-mor de Portugal, ficou célebre pela defesa da bandeira real de D. Afonso V na Batalha de Toro, segurando-a com os dentes a fim de evitar a sua captura, após o inimigo lhe ter decepado ambas as mãos. No final daquela batalha, a mesma bandeira foi recuperada ao inimigo pelo cavaleiro Gonçalo Pires, ao nome do qual, pelo seu ato heroico, foi acrescentado o apelido "Bandeira", bem como lhe foi concedido um brasão de armas contendo uma bandeira com um leão rompante.
Na Idade Média, as insígnias de pano (hoje genericamente referidas como "bandeiras") eram designadas "signas". O termo "bandeira" era então usado num sentido mais restrito, aplicando-se apenas a um dos tipos de signa de formato retangular. Cada chefe militar medieval usava uma signa como sinal de comando, cujo modelo variava de acordo com o seu estatuto e a quantidade de tropas sob o seu comando. Entre os diversos tipos de signas definidos nos regulamentos de guerra das Sete Partidas do século XIII incluíam-se o estandarte (signa quadrada, reservada apenas aos reis e imperadores), a signa caudal (quadrada e farpada, usada pelos chefes de mais de 100 cavaleiros), o pendão posicional (signa triangular dos chefes de 50 a 100 cavaleiros) e a bandeira (signa retangular dos chefes de 10 a 50 cavaleiros).
O Regulamento dos Capitães-Mores, decretado por D. Sebastião em 1570, estabelecia que cada companhia de ordenanças dispunha de uma bandeira, a qual era transportada em batalha pelo alferes. Por metonímia, as próprias companhias eram frequente referidas como "bandeiras". Cada bandeira era mandada fazer pelo capitão da respetiva companhia, sendo a mesma benzida logo após a sua entrega. Os tratados militares da época indicam que o desenho e as cores do campo de cada bandeira eram livremente escolhidos pelo capitão, variando de companhia para companhia. No entanto existia um distintivo comum, colocado sobre o campo de todas as bandeiras, que identificava o príncipe (entenda-se o monarca ou seja a nacionalidade) a quem as tropas serviam.

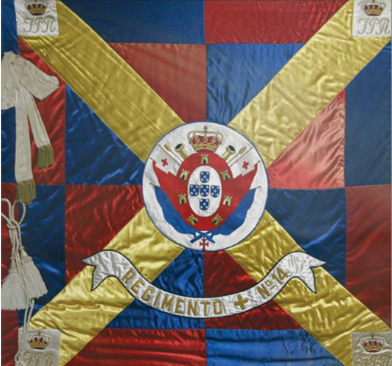
Reconstrução da primeira bandeira do Regimento de Infantaria n.º 14, de acordo com o Plano de Uniformes de 1808.

Durante a Guerra da Restauração, aparece a distinção tradicional entre as signas militares para a infantaria e para a cavalaria, as primeiras passando a ser referidas como "bandeiras" e as segundas como "estandartes". Por razões práticas e para poderem ser levados a cavalo, os estandartes tinham uma dimensão menor que as bandeiras, a fim de serem mais leves e manejáveis. Refletindo o estatuto de elite da cavalaria, os estandartes eram também feitos de materiais mais ricos que as bandeiras de infantaria. Tanto as bandeiras como os estandartes militares portugueses usados na Guerra da Restauração ostentavam a cruz da Ordem de Cristo. É geralmente assumido que o fundo daquelas bandeiras seria verde, principal cor da Casa de Bragança e do Reino, mas algumas teorias defendem que a cor das mesmas continuaria a variar de companhia para companhia.
Na Guerra da Sucessão de Espanha, as unidades portuguesas usavam bandeiras com o gironado das cores verde e branca, sendo essas as então cores do Reino de Portugal. No reinado de D. João V, as cores da Casa Real foram alteradas para o escarlate e azul, passando as bandeiras militares a ostentar estas cores sobre fundo branco. Deixou de existir uma bandeira por cada companhia e passaram a existir apenas duas por cada regimento. Durante o reinado de D. José I, as bandeiras passaram a ter as armas reais bordadas ao centro. Por esta altura, cada regimento de infantaria dispunha de uma bandeira principal chamada "bandeira do coronel" ou "coronela", com as cores reais (escarlate e azul) e a outra de uma única cor que variava de unidade para unidade. Por sua vez, cada regimento de cavalaria dispunha de um estandarte por cada esquadrão.

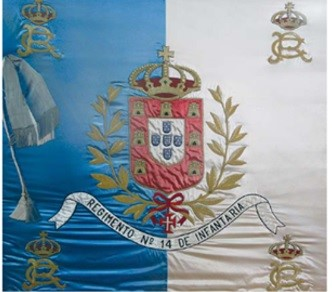
Bandeira m/1892, bordada e oferecida ao Regimento de Infantaria n.º 14, pela Rainha D. Amélia.

O Plano de Uniformes do Exército de 1806 define que cada regimento de infantaria ou de artilharia teria duas bandeiras. A primeira das cores azul, escarlate, branca e amarela. Estas quatro cores estavam ordenadas num campo gironado, com uma bordadura contra-gironada, tudo atravessado por uma cruz de Santo André. A segunda bandeira tinha o campo de uma única cor que era a do forro do uniforme da respetiva unidade. O forro e o fundo da segunda bandeira seriam da cor branca, azul ou amarela, consoante a divisão à qual pertencia o regimento. Ambas as bandeiras tinham bordadas ao centro as armas reais e sob as mesmas um listel com o nome do regimento. O mesmo plano define que cada regimento de cavalaria teria quatro estandartes, um por cada esquadrão, respetivamente das cores branca, azul, amarela e vermelha, com as armas reais e o listel com o nome da unidade. Segundo este regulamento, cada bandeira ou estandarte dispunha de um laço atado, cujas cores variavam de regimento para regimento. Durante a Guerra Peninsular, as bandeiras de várias unidades passaram a ostentar legendas de honra alusivas ao seu comportamento exemplar em várias batalhas notáveis.
Pelo Decreto de 18 de outubro de 1830, emitido pelo Conselho de Regência em nome da Rainha D. Maria II, a bandeira nacional portuguesa passou a ser bipartida verticalmente em branco e azul, ficando o azul junto da haste e as armas reais, colocadas no centro da bandeira, a metade sobre cada uma das cores. Ao contrário do que antes acontecia, as bandeiras dos regimentos de infantaria passaram a seguir o modelo da bandeira nacional, mas de formato quadrado, dispondo de um listel com o nome da unidade e um monograma real coroado em cada um dos quatro cantos. Contudo, até final da Guerra Civil Portuguesa, os Miguelistas continuaram a usar, respetivamente, a antiga Bandeira Nacional de fundo totalmente branco e as bandeiras militares de fundo azul e escarlate.

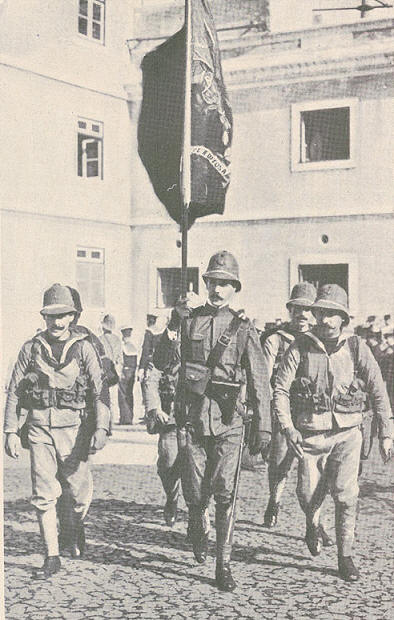
Bandeira do Batalhão de Marinha expedicionário que combateu em Angola na Primeira Guerra Mundial.

Continuaram a existir duas bandeiras por cada regimento de infantaria ou uma por cada batalhão independente. Os regimentos de cavalaria deixaram aparentemente de dispor de estandartes. Estes foram contudo restabelecidos pelo decreto de 20 de abril 1853, o qual dispunha que  cada regimento de cavalaria teria quatro estandartes, um por cada esquadrão, respetivamente, das cores azul, branco, encarnado e amarelo, com as armas reais ao centro, sob as mesmas o listel com o nome da unidade e um monograma coroado em cada canto. A partir da reorganização do Exército, estabelecida pelo decreto de 21 de dezembro de 1863, cada regimento de infantaria passou a dispor de uma única bandeira e cada regimento de cavalaria, de um único estandarte. Entre 1864 e 1868, os regimentos de infantaria voltaram a ter duas bandeiras, passando a ter um única desde então. Em 1886, os regimentos de engenharia e de artilharia passaram também a ter direito ao uso de bandeiras ou estandartes regimentais, conforme fossem, respetivamente, unidades apeadas ou montadas.
Até 1892, a especificação do desenho e outras características das bandeiras e estandartes regimentais era algo vaga e dispersa. O decreto de 08 de novembro de 1892, veio corrigir esta situação, descrevendo detalhadamente e com precisão o modelo de bandeiras e estandartes, de modo a uniformizar o seu padrão. As insígnias definidas por este decreto passam a ser oficialmente designadas, respetivamente, "bandeira m/1892" e "estandarte m/1892". As bandeiras e estandartes m/1892 seguem o modelo já então utilizado, ficando definido que eram quadrados, tendo as bandeiras e estandartes, respetivamente 130 cm e 80 cm de lado. As bandeiras teriam uma haste de madeira com lança e conto de ferro, com 285 cm de comprimento, tendo a haste dos estandartes 320 cm de comprimento. Tanto as bandeiras como os estandartes tinham um laço com quatro listas azuis e brancas.
Com a evolução da tática militar na segunda metade do século XIX, as bandeiras e estandartes militares deixaram de ter uma função prática em campanha, passando a ter meras funções cerimoniais.

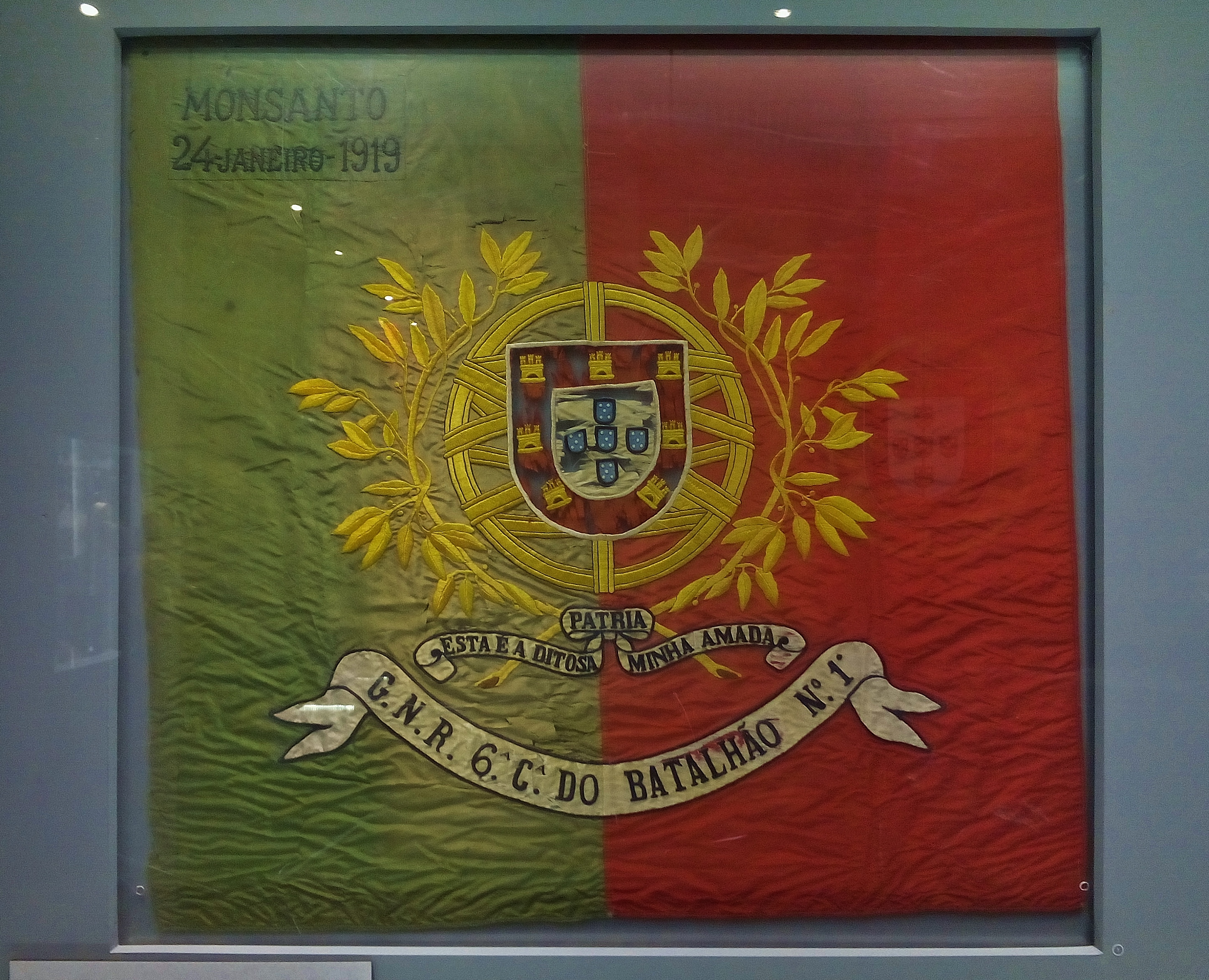
Bandeira m/1911 atribuída por mérito à 6.a Companhia do Batalhão n.° 1 da GNR, no início do século XX.

Na sequência da implantação da república em Portugal a 5 de outubro de 1910, o governo provisório do novo regime nomeou uma comissão para apresentar um projeto de nova Bandeira Nacional. Para além da Bandeira Nacional, esta comissão também desenvolveu o projeto de outros símbolos, incluindo o de um novo modelo de bandeira regimental, para uso das unidades militares. Os modelos finais são aprovados a 29 de novembro de 1910, sendo ordenada à Imprensa Nacional a publicação do álbum Bandeira Nacional, contendo os seus desenhos a cores e a descrição detalhada dos pormenores técnicos aos quais deviam obedecer. A sanção oficial da nova Bandeira Nacional só ocorreu contudo a 19 de junho de 1911, sendo posteriormente publicada no Diário do Governo n.º 150 de 30 de junho, uma descrição resumida - e não acompanhada por qualquer desenho - dos símbolos escolhidos, incluindo a da chamada "bandeira regimental" ou "bandeira das unidades militares", que passou a ser referida como "bandeira m/1911".
Apesar de não terem sido incluídos nos projetos de símbolos desenvolvidos pela comissão da nova Bandeira Nacional, foram atribuídos estandartes às unidades de cavalaria e outras que tradicionalmente os usavam em vez de bandeiras. Estes estandartes seguiam o modelo das bandeiras m/1911, mas eram de menores dimensões. 
O Regulamento de Heráldica do Exército publicado em 1969 fez desaparecer a tradicional divisão entre bandeiras e estandartes regimentais - as primeiras associadas às unidades apeadas e o segundo às unidades montadas - sendo ambos substituídos por um modelo único de signa para todos os tipos de unidades designada "estandarte nacional". O "estandarte nacional" foi descrito como sendo a forma da Bandeira Nacional para desfile, privativa das unidades militares. Assim, ao contrário das antigas bandeiras e estandartes que eram consideradas símbolos distintos da Bandeira Nacional (apesar de semelhantes àquela), o estandarte nacional não é considerado um símbolo próprio por si, mas apenas uma variante da Bandeira Nacional.

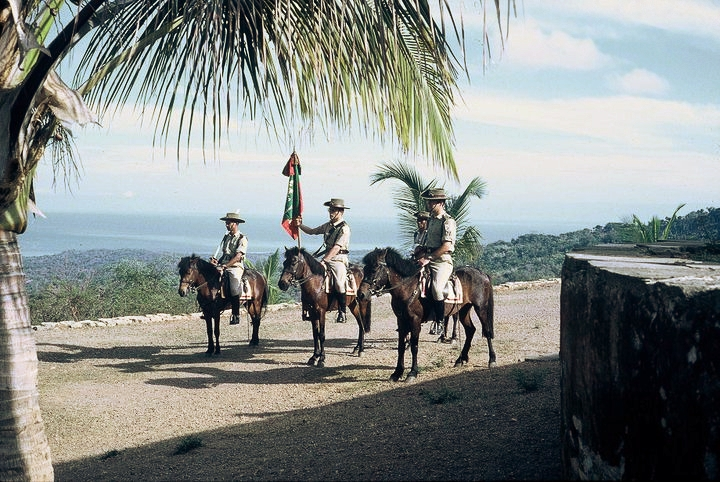
Escolta a cavalo ao estandarte nacional do Esquadrão de Cavalaria n.° 5, em Timor, no final da década de 1960.

A designação "estandarte nacional" e o conceito do mesmo ser considerado a forma da bandeira nacional para desfile acabaram por ser adotados pelos restantes ramos das Forças Armadas, bem como pelas forças de segurança e outras entidades que tinham direito ao uso das antigas bandeiras e estandartes regimentais. Esta nova designação foi confirmada pelo novo Regulamento de Continências e Honras Militares de 1980. No entanto, neste regulamento, o estandarte nacional continua a ser tratado como um símbolo individualizado e distinto da bandeira nacional, portanto não sendo considerado meramente uma das formas da mesma.
Apesar da designação uniforme, os diversos ramos das Forças Armadas e as diversas forças de segurança continuaram a usar modelos distintos de estandartes nacionais. No final da década de 1980, iniciaram-se estudos para a criação de um modelo único de estandarte nacional para as Forças Armadas. No entanto, seria preciso esperar mais cerca de 30 anos para esse modelo unificado ser implementado.
A 27 de março de 2020, através da Portaria 312/2020, foi finalmente estabelecido um modelo unificado de estandarte nacional para todas as Forças Armadas.

## Modelos
Existe teoricamente um modelo padrão, estabelecido em 1911, para o que é hoje o estandarte nacional. Contudo, na prática as diversas entidades que fazem uso do mesmo, acabaram por não respeitar inteiramente aquele padrão, estabelecendo modelos específicos, com ordenamentos divergentes daquele.

### Modelo padrão
O modelo padrão do estandarte nacional corresponde ao modelo de bandeira regimental aprovado pelo Governo Provisório da República Portuguesa a 29 de novembro de 1910 e oficializado através da publicação da sua descrição resumida no Diário do Governo nº 150 de 30 de julho de 1911. 
A sua descrição define que, nas bandeiras das diferentes unidades militares, que serão talhadas em seda, a esfera armilar, em ouro, será rodeada por duas vergônteas de loureiro, também em ouro, cujas hastes se cruzam na parte inferior da esfera, ligadas por um laço branco, onde, como legenda imortal, se inscreverá o verso camoneano: Esta é a ditosa pátria minha amada. A altura desta bandeira é de 1,20 m, o comprimento é 1,30 m, o diâmetro exterior da esfera é 0,40 m, a distância entre o diâmetro da esfera e a orla superior da bandeira é 0,35 m e a distância e a orla inferior da bandeira é 0,45 m.

### Modelo unificado das Forças Armadas
Apesar do modelo padrão estabelecido em 1911, os diverso ramos das Forças Armadas, bem como as várias forças de segurança e outras instituições, foram estabelecendo modelos próprios e distintos de estandartes nacionais. Alguns modelos seguiam de perto o padrão de 1911, mas outros afastavam-se significativamente do mesmo. A diversidade de modelos e a consequente falta de uniformidade ficava patente em paradas e outras cerimónias onde estavam presentes vários ramos das Forças Armadas. Com o objetivo de ultrapassar esta falta de uniformidade, os diversos ramos começaram a reunir-se em 1988 para estabelecer um modelo unificado de estandarte nacional. O decreto-lei n.º 46/92 de 4 de abril de 1992, que regulamenta atribuição do estandarte nacional às Forças Armadas, revogou a legislação que estabelecia o modelo de estandartes nacionais do Exército e da Marinha (mas não a que definia o modelo da Força Aérea) e previu que os mesmos seriam substituídos por um novo modelo, que seria aprovado por uma portaria do ministro da Defesa Nacional. Em 1997, os diversos ramos alcançaram um consenso sobre o modelo unificado, mas a publicação da portaria que o implementaria acabaria por demorar muitos anos, continuando as Forças Armadas a usar estandartes nacionais não uniformes, sendo que os modelos usados pelo Exército e pela Marinha já nem sequer tinham base legal.

Finalmente, a 27 de março de 2020, através da Portaria 312/2020, foi estabelecido um modelo unificado de estandarte nacional para os comandos, forças, unidades e estabelecimentos de todos os ramos das Forças Armadas. O modelo unificado é semelhante o modelo padrão de 1911, mas mesmo assim diverge deste por ser de formato quadrado, medindo 1,20 m de lado. É guarnecido por uma gravata franjada, posta no topo inferior do ferro da lança da haste e fixada por um cordão grosso entrelaçado, terminando em duas borlas grandes franjadas, tudo em seda, da cor adotada pelo respetivo estado-maior. No anverso da gravata são colocadas as legendas identificativas e emblemas do detentor, sendo no reverso colocadas as legendas de honra a cujo uso haja direito. No canto superior dos estandartes nacionais das unidades navais será colocada, junto à tralha, uma Cruz de Cristo filetada de ouro. O estandarte enfia na haste por meio de uma bainha contínua e a sua fixação é assegurada por meio de dois cordões finos de seda verde e vermelha. A haste é de madeira de castanho envernizada, com 0,035 m de diâmetro e o comprimento de 2,350 m incluindo o ferro da lança e o conto que são de latão dourado. A suspensão do estandarte é de cabedal envernizado, com 0,055 m de largura, de cor adequada ao uniforme de cada ramo, com ponta, fivela, passador e copo de metal. 

### Antigos modelos da Força Aérea
Quando ainda integradas no Exército, as unidades da arma de aeronáutica militar foram equiparadas a unidades montadas, tendo por isso direito ao uso de um estandarte (modelo reduzido da bandeira m/1911). O uso de estandarte foi aparentemente mantido quando, em 1952, essas unidades transitaram para a nova Força Aérea independente. Já as unidades de paraquedistas, sendo tropas de infantaria, receberam bandeiras m/1911. As bandeiras e estandartes usados pelas unidades da Força Aérea passaram a ter a particularidade das respetivas hastes terem um remate figurativo, que consistia numa águia levantando voo, em vez da usual ponta de lança.

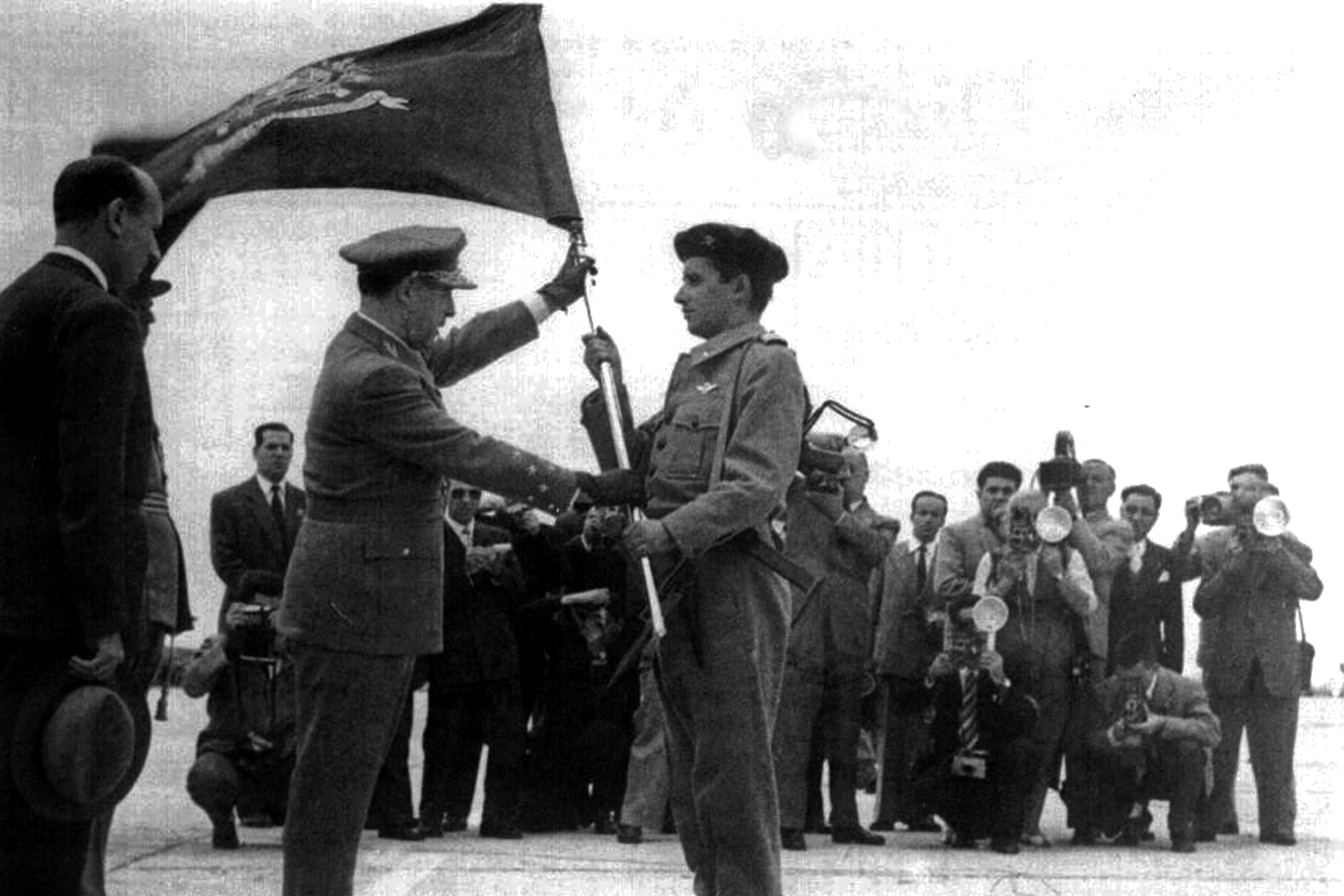
Entrega da bandeira pelo Presidente da República ao recém-criado Batalhão de Caçadores Paraquedistas da Força Aérea, em 1956.

A regulamentação do modelo de estandarte nacional em uso pela Força Aérea só ocorreu contudo em 1985, através do Regulamento de Heráldica da Força Aérea. Segundo o mesmo, a Bandeira Nacional com a forma de estandarte nacional, para desfile, seria quadrada, medindo 1,25 m de lado. Seria de tecido de ouro, prata ou seda, com cordões de franjas a debruá-la. Com exceção das dimensões, o ordenamento do seu campo seria idêntico ao do estabelecido para a bandeira m/1911. Teria cordões e borlas de verde, ouro e vermelho e franja de ouro. A haste seria de ouro, tendo como remate uma ponta de lança (e já não a águia levantando voo) da mesma cor. Da extremidade superior da haste, suspendia-se gravata com inscrição identificadora da unidade ou departamento a que corresponderia. O estandarte nacional enfiaria na haste por meio de bainha denticulada e na vareta horizontal por meio de bainha contínua. Em cerimoniais ao ar livre, o estandarte não se usaria com a vareta.
Uma vez que decreto-lei n.º 46/92 não revogou o Regulamento de Heráldica da Força Aérea, o modelo de estandarte nacional da Força Aérea foi o único em uso pelas Força Armadas que se manteve suportado por uma base legal até 2020. A Força Aérea terá que substituir os modelos anteriores pelo novo modelo unificado de estandarte nacional das Forças Armadas até 2030.

### Antigos modelos da Marinha

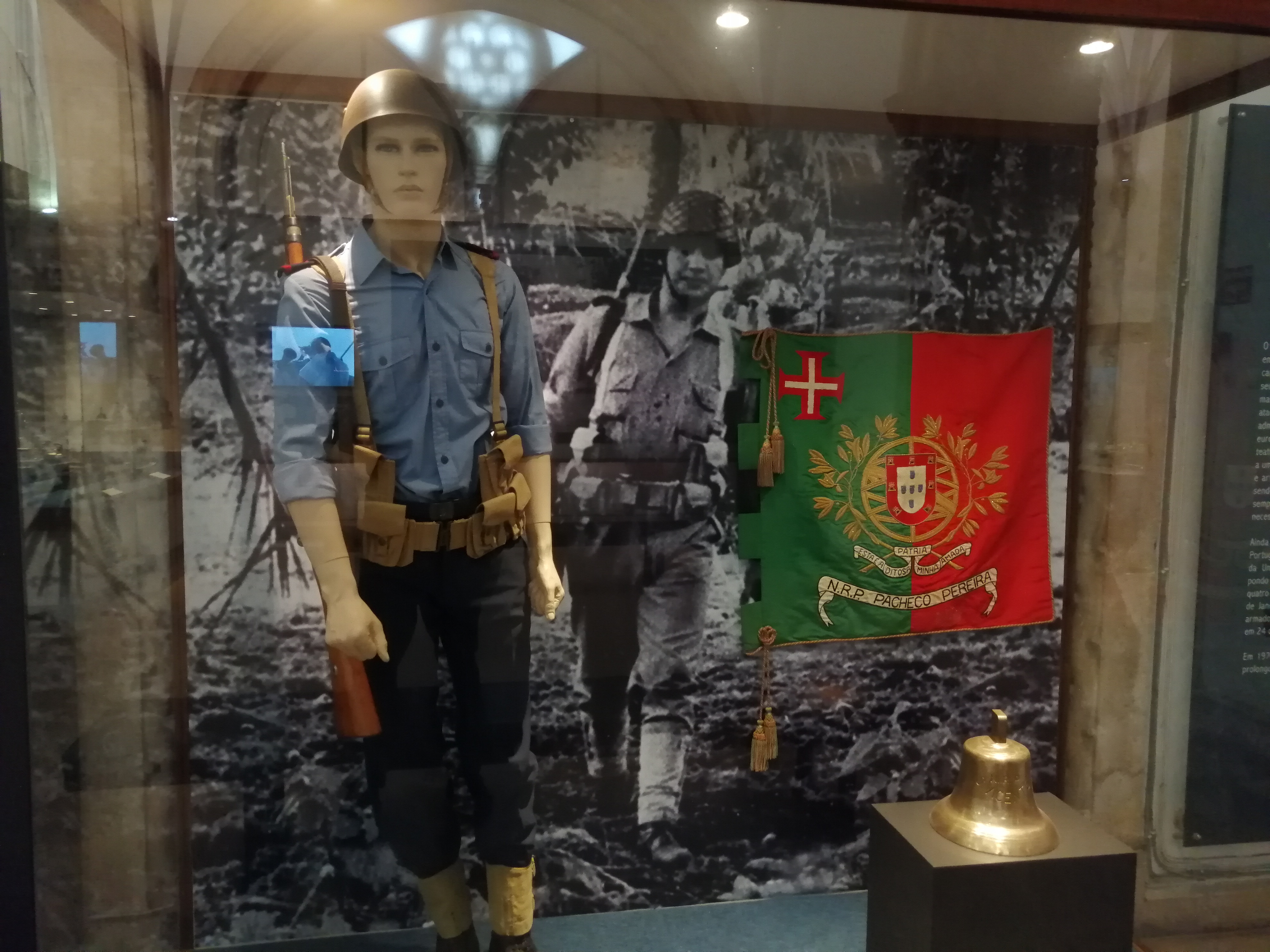
Estandarte da antiga fragata Pacheco Pereira, exposto no Museu de Marinha.

Até 2020, os estandartes nacionais em uso na Marinha seguiam ainda os modelos definidos pelo decreto n.º 41641 de 23 de maio de 1958, o qual já não constituía contudo qualquer base legal, uma vez que foi revogado pelo decreto-lei n.º 46/92. O referido decreto revogou a anterior legislação que regulamentava as bandeiras e estandartes usados pelas unidades da Armada, em operações de desembarque, formaturas e outras cerimónias, definindo dois novos tipos de estandarte para uso naquele ramo das Forças Armadas. O estandarte tipo 1 tem as dimensões e ordenamento do campo de ambos idênticos ao do estabelecido para a bandeira m/1911, tendo, inferiormente às armas nacionais, uma fita branca com o nome da unidade. O estandarte tipo 2 é idêntico ao tipo 1, mas com dimensões menores (0,8 m x 0,8 m) e tendo, no canto superior junto à tralha, uma cruz de Cristo. Essencialmente, o estandarte tipo 1 destinava-se a ser usado pelos comandos, unidades e estabelecimentos em terra e pelas flotilhas e esquadrilhas, enquanto que o estandarte tipo 2 se destinava a ser usado pelas unidades navais. 
A Marinha terá que substituir os modelos anteriores pelo novo modelo unificado de estandarte nacional das Forças Armadas até 2030. O novo modelo unificado de estandarte nacional prevê uma variante para ser usada pelas unidades navais que se distingue por conter uma Cruz de Cristo no canto superior junto à tralha, tal como o antigo estandarte tipo 2 da Marinha.

### Antigos modelos do Exército
Até 2020, o Exército continuou ainda a usar estandartes nacionais do modelo definido pelo decreto n.º 43/79 de 22 de maio de 1979, apesar deste já estar revogado pelo decreto-lei n.º 46/92. 
Até ao final da década de 1960, as unidades do Exército usavam tradicionalmente bandeiras ou estandartes, quer fossem consideradas, respetivamente, unidades a pé ou unidades montadas. Assim, as unidades das armas de infantaria e engenharia usavam bandeira e as unidades das armas de artilharia, cavalaria e aeronáutica usavam estandarte. A bandeira - designada m/1911 - seguia o modelo de bandeira regimental estabelecido a 30 de junho de 1911, tendo, inferiormente às armas nacionais, uma fita com a designação da unidade. A partir de 1927, foi retomada tradição de bordar, nas bandeiras, legendas alusivas às batalhas e outros feitos das unidades. O estandarte - ocasionalmente referido por m/1912 - era idêntico à bandeiras, mas de menores dimensões.
Em 1969, o Regulamento de Simbologia do Exército estabeleceu um modelo de Bandeira Nacional sob a forma de "estandarte nacional", que substituiria as antigas bandeiras e estandartes. Este modelo de estandarte nacional era quadrado (1,25 m x 1,25 m), tendo a particularidade do seu ordenamento ser uma reinterpretação da descrição da bandeira regimental de 1911, no qual as armas nacionais e respetivas vergônteas de loureiro tinham um desenho diferente, ocupando praticamente todo o campo do estandarte. O direito ao uso do estandarte nacional foi regulamentado pelo decreto-lei n.º 202/70 de 9 de maio de 1970, o qual pela primeira vez permitiu que unidades não combatentes tivessem direito ao seu uso.
Com a justificação de que o estandarte nacional modelo 1969/1970 era dispendioso e que a suas dimensões tornavam difícil o seu manejamento nas cerimónias militares, o mesmo foi substituído em 1979 por um novo modelo de dimensões muito reduzidas. Este modelo de estandarte é quadrado (0,8 m x 0,8 m), rodeado por uma franja vermelha. É guarnecido por uma gravata franjada vermelha, posta no topo inferior do ferro de lança da haste, onde serão inscritos a designação e emblemas do detentor, bem como as legendas de honra a que tem direito. Este modelo de estandarte nacional continuou a ser usado pelo Exército, apesar da legislação que o suportava ter sido revogada e não substituída por uma nova.
Até 2030, o Exército terá que substituir o modelo anterior de estandarte nacional pelo novo modelo unificado das Forças Armadas.

### Modelos da GNR

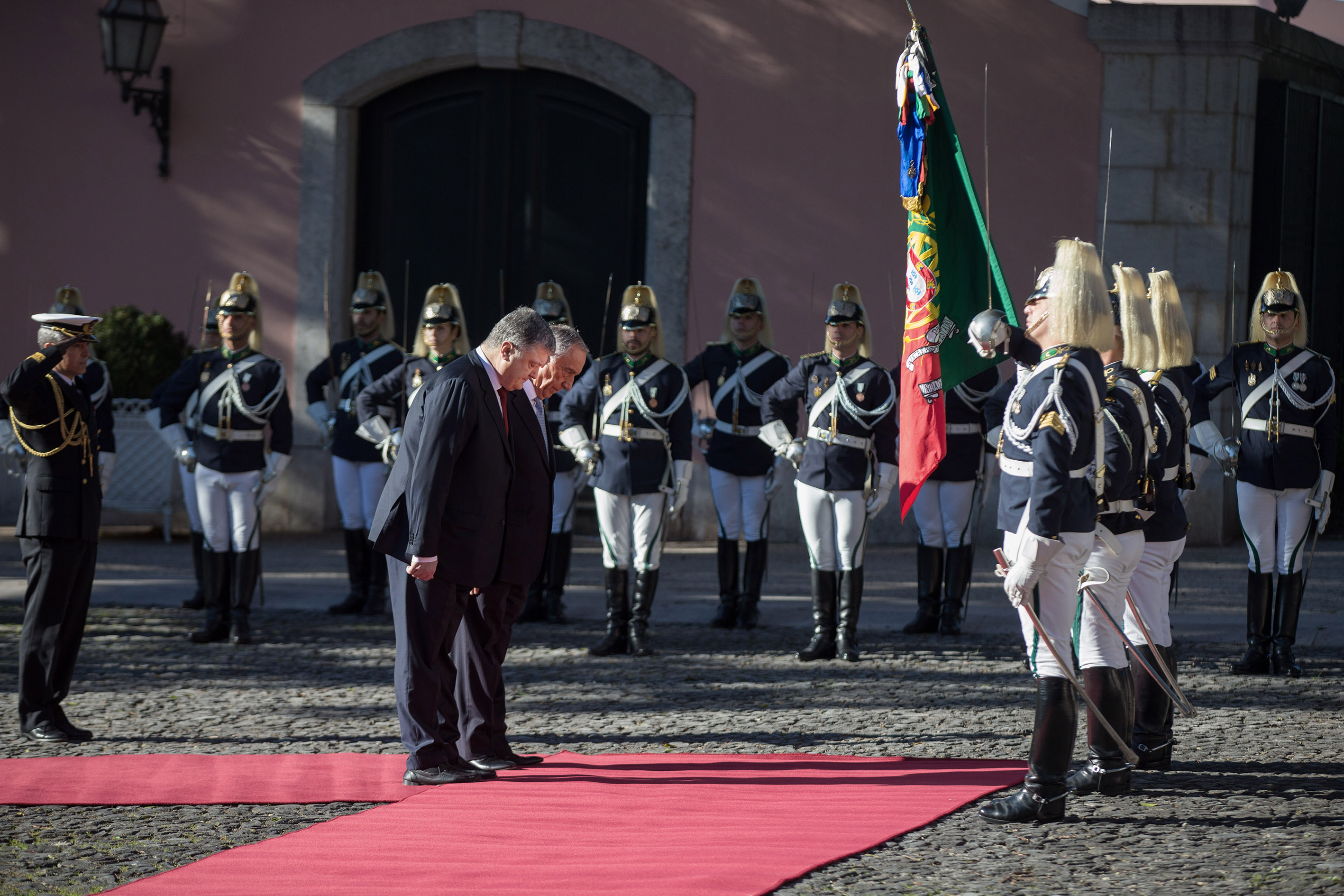
Os presidentes de Portugal e da Ucrânia saúdam o estandarte nacional da Unidade de Segurança e Honras de Estado da GNR no Palácio de Belém.

Em 1919, as unidades de infantaria e de cavalaria da Guarda Nacional Republicana (GNR) passaram a ter direito ao uso de, respetivamente, bandeiras e estandartes, análogos aos que estavam em uso pelos regimentos de infantaria e cavalaria do Exército. Apesar da adoção do termo genérico "estandarte nacional", a GNR manteve a tradição do seu Regimento de Cavalaria continuar a usar um modelo de menores dimensões, com altura e comprimento de, respetivamente 0,8 m e 0,9 m. Este modelo deixou aparentemente de ser usado com a extinção do Regimento de Cavalaria da GNR em 2007.
Os modelos de estandarte nacional atualmente em uso pela GNR encontram-se regulamentados pelo Regulamento de Heráldica e Simbologia da Guarda Nacional Republicana publicado em 2009. O mesmo define que a Bandeira Nacional com a forma de estandarte nacional atribuída à Guarda, aos seus comandos e unidades, baseia-se no modelo estabelecido a 30 de junho de 1911. O modelo de estandarte nacional da GNR tem, inferiormente às armas nacionais, um listel branco com a inscrição Guarda Nacional Republicana. O modelo usado pelos comandos e unidades da GNR tem inferiormente às armas nacionais, um listel branco com a inscrição do nome da unidade e um outro, superiormente, às armas nacionais, com a inscrição Guarda Nacional Republicana.

### Modelos da PSP
Desde o ínicio do século XX, foram pontualmente atribuídas bandeiras a alguns comandos da Polícia de Segurança Pública (PSP) e da sua antecessora Polícia Cívica. Estas bandeiras seguiam o padrão da bandeira m/1911, acrescidas de um listel com a designação do comando sob as armas nacionais. A Lei Orgânica da PSP de 1994 consagrou o direito ao uso de estandarte nacional por parte da PSP, dos seus comandos, unidades especiais e estabelecimentos de ensino, direito o qual foi mantido pela atual Lei Orgânica. Não existe contudo qualquer regulamentação oficial sobre o modelo de estandarte nacional a ser usado na PSP, mantendo-se na prática o uso de estandartes nacionais que seguem o modelo da bandeira m/1911, com um listel sob as armas nacionais indicando o nome do órgão, unidade ou estabelecimentos e um listel sobre as mesmas armas com a inscrição "Polícia de Segurança Pública".

### Modelos dos Bombeiros
O Regulamento de ordem unida, honras e continências para os corpos de bombeiros, em vigor desde 1983, apresenta um exemplo de modelo de signa nacional - para uso dos corpos bombeiros que, por determinação legal, estejam autorizados a possuí-la - a qual é no entanto ali referida como "bandeira nacional" e não "estandarte nacional". O ordenamento desta signa é análogo ao dos estandartes nacionais usados pelas Forças Armadas, mas apresenta uma proporção idêntica à da bandeira nacional (2:3). Sob as armas nacionais, poderá ter bordado o nome do corpo de bombeiros e, sobre as mesmas, o respetivo lema, designações que deverão constar do diploma oficial que autorizou o seu uso. A bandeira será montada em haste de madeira ou metal, encimada pelo emblema do corpo de bombeiros e com o conto em revestimento metálico.
Existem seis corpos de bombeiros aos quais foi concedido o uso estandarte nacional, sendo esses os bombeiros voluntários da Ajuda, de Odivelas, de Sacavém e de Sesimbra, bem como o Regimento de Sapadores Bombeiros de Lisboa. Os estandartes nacionais foram concedidos pontualmente as estes corpos, por recompensa por serviços relevantes prestados, mas aparentemente sem suporte de qualquer diploma oficial. No âmbito das comemorações do Dia Nacional do Bombeiro, a 28 de maio de 2017, o Presidente da República entregou um estandarte nacional à Liga dos Bombeiros Portugueses, sendo que esta entrega também não foi consagrada por qualquer diploma oficial de concessão. Para além disso, os estandartes nacionais em uso por estes corpos de bombeiros não seguem o modelo de "bandeira nacional" definido no Regulamento de ordem unida, honras e continências para os corpos de bombeiros, mas sim os modelos em uso pelo Exército nas épocas em que foram concedidos.